# Phụ Dương
Phụ Dương (chữ Hán giản thể: 阜阳市, bính âm: Fǔyáng Shì, Hán Việt: Phụ Dương thị) là một địa cấp thị của tỉnh An Huy, Cộng hòa Nhân dân Trung Hoa. Phụ Dương có diện tích 9775 km², dân số 8.978.000 người, GDP 20,93 tỷ nhân dân tệ, GDP đầu người 2344 nhân dân tệ (2002).
Về mặt hành chính, địa cấp thị Phụ Dương được chia thành các đơn vị hành chính gồm 3 quận, 1 thành phố cấp huyện và 4 huyện. 
- Quận: Dĩnh Châu (颍州区), Dĩnh Đông (颍东区), Dĩnh Tuyền (颍泉区)
- Thành phố cấp huyện: Giới Thủ (界首市)
- Huyện: Lâm Tuyền (临泉县), Dĩnh Thượng (颍上县), Phụ Nam (阜南县), Thái Hòa (太和县)